# Pieni-Musta (ö i Södra Savolax)
Pieni-Musta är en ö i Finland. Den ligger i sjön Puruvesi och i kommunen Nyslott i  landskapet Södra Savolax, i den sydöstra delen av landet, 300 km nordost om huvudstaden Helsingfors. Öns area är 21,8 hektar och dess största längd är 0,8 kilometer i sydöst-nordvästlig riktning.